# Gusevskij
Gusevskij è una cittadina della Russia europea centrale, situata nella oblast' di Vladimir; appartiene amministrativamente al circondario urbano della città di Gus'-Chrustal'nyj.
Si trova nella parte centrale della oblast', 8 chilometri a nordovest di Gus'-Chrustal'nyj e circa 75 chilometri a sud del capoluogo Vladimir.